# Lamproglena krishnai
Lamproglena krishnai is een eenoogkreeftjessoort uit de familie van de Lernaeidae. De wetenschappelijke naam van de soort is voor het eerst geldig gepubliceerd in 1984 door Thomas & Hameed.